# Chevrolet Grand Blazer
Grand Blazer, também chamado de Chevrolet Tahoe, Foi um utilitário grande vendido de 1999 a 2001, apesar do nome ela é na verdade uma Tahoe de primeira geração (GMT400), Fabricado na Argentina sendo que os painéis traseiros vinham direto dos EUA.
Chegou ao Brasil somente na versão DLX com duas opções de motores, ela substitui a Chevrolet veraneio pertencendo a mesma categoria, saiu de linha do Brasil devido aos custos de importação em 2001.
É vendida ate os dias atuais nos EUA com o nome original Chevrolet Tahoe.

## Motores disponíveis no Brasil[6]
- MWM 4.2  turbodiesel de 168 cv
- 6 em linha 4.1 MPFi de 138 cv (Oriundo do Chevy Omega)